# Nieoficjalne halowe rekordy Polski młodzików w lekkoatletyce
Nieoficjalne halowe rekordy Polski młodzików w lekkoatletyce – zestawienie najlepszych rezultatów uzyskanych przez reprezentantów Polski do lat 15 w hali i oficjalnie zatwierdzonych przez PZLA.

## Nieoficjalne halowe rekordy Polski młodzików

### Mężczyźni
| Konkurencja                                | Rezultat | Zawodnik            | Klub                       | Data              | Miejsce           |
| ------------------------------------------ | -------- | ------------------- | -------------------------- | ----------------- | ----------------- |
| Bieg na 60 m                               | 6,98     | Szymon Dołęga       | SKS Feniks Siedlce         | 22 grudnia 2024   | Spała             |
| Bieg na 200 m                              | 22,57    | Piotr Przewoźniak   | UKS Achilles Leszno        | 1 lutego 2025     | Toruń             |
| Bieg na 300 m                              | 35,81    | Igor Staszek        | WKS Wawel Kraków           | 13 stycznia 2024  | Rzeszów           |
| Bieg na 600 m                              | 1:24,06  | Filip Granas        | AZS Łódź                   | 25 stycznia 2025  | Spała             |
| Bieg na 1000 m                             | 2:36,24  | Wojciech Kałdowski  | Gryf Słupsk                | 16 marca 1991     | Warszawa          |
| Bieg na 2000 m                             | 5:52,37  | Jakub Wawrzyniak    | KS Energetyk Poznań        | 27 stycznia 2024  | Wałcz             |
| Bieg na 60 m przez płotki (91,4 cm/8,90 m) | 8,42     | Oliwier Paluszak    | KS LZS Kruszwica           | 21 stycznia 2023  | Toruń             |
| Bieg na 60 m przez płotki (91,4 cm/8,90 m) | 8,31     | Filip Staniewicz    | ZLKL Zielona Góra          | 23 listopada 2024 | Zielona Góra      |
| Skok wzwyż                                 | 2,03     | Mateusz Tofil       | MKS Bolesłavia Bolesławiec | 6 grudnia 2014    | Jablonec nad Nysą |
| Skok o tyczce                              | 4,72     | Michał Gawenda      | OKS Skra Warszawa          | 17 stycznia 2020  | Reno              |
| Skok w dal                                 | 6,72     | Szymon Dołęga       | SKS Feniks Siedlce         | 22 grudnia 2024   | Spała             |
| Skok w dal                                 | 6,87     | Kacper Abramczyk    | LKS Polkowice              | 28 grudnia 2013   | Zielona Góra      |
| Trójskok                                   | 13,51    | Krzysztof Olszewski | Olimpia Grudziądz          | 13 stycznia 1996  | Grudziądz         |
| Wieloskok                                  | 13,29    | Stanisław Głogowski | MUKS Park Zduńska Wola     | 1 lutego 2025     | Toruń             |
| Pchnięcie kulą (5 kg)                      | 17,14    | Konrad Bukowiecki   | PKS Gwardia Szczytno       | 11 lutego 2012    | Białystok         |
| Pchnięcie kulą (5 kg)                      | 19,52    | Konrad Bukowiecki   | PKS Gwardia Szczytno       | 15 grudnia 2012   | Słupsk            |
| Chód na 3000 m                             | 14:12,46 | Kamil Piórek        | Stal Nowa Dęba             | 4 stycznia 2004   | Mielec            |

### Kobiety
| Konkurencja                                | Rezultat | Zawodniczka      | Klub                 | Data             | Miejsce  |
| ------------------------------------------ | -------- | ---------------- | -------------------- | ---------------- | -------- |
| Bieg na 60 m                               | 7,64     | Maja Woźniak     | LKS Vectra Włocławek | 30 stycznia 2022 | Toruń    |
| Bieg na 200 m                              | 24,57    | Zofia Tomczyk    | UMLKS Pegaz Opoczno  | 1 grudnia 2022   | Spała    |
| Bieg na 300 m                              | 38,35    | Zofia Tomczyk    | UMLKS Pegaz Opoczno  | 28 stycznia 2023 | Toruń    |
| Bieg na 600 m                              | 1:33,43  | Oksana Pestka    | AML Słupsk           | 28 stycznia 2023 | Toruń    |
| Bieg na 1000 m                             | 2:50,06  | Lena Maciejewska | KS Energetyk Poznań  | 26 stycznia 2025 | Toruń    |
| Bieg na 2000 m                             | 6:21,29  | Lena Maciejewska | KS Energetyk Poznań  | 31 stycznia 2025 | Wałcz    |
| Bieg na 60 m przez płotki (76,2 cm/8,00 m) | 8,65     | Gabriela Warecka | KS AZS AWF Warszawa  | 3 lutego 2024    | Warszawa |
| Skok wzwyż                                 | 1,78     | Olimpia Nowak    | Kadet Rawicz         | 24 stycznia 2003 | Warszawa |
| Skok o tyczce                              | 3,96     | Lilly Nichols    | SKLA Sopot           | 2 stycznia 2021  | Belton   |
| Skok w dal                                 | 5,92     | Kinga Burczyc    | AZS-AWFiS Gdańsk     | 5 stycznia 2025  | Toruń    |
| Trójskok                                   | 11,67    | Natalia Doniec   | SAS AZS AWF Kraków   | 4 lutego 2024    | Rzeszów  |
| Wieloskok                                  | 11,78    | Helena Nowak     | GKS Start Długołęka  | 28 stycznia 2023 | Toruń    |
| Pchnięcie kulą (3 kg)                      | 17,34    | Kinga Jackowska  | MKL Jurand Szczytno  | 29 grudnia 2024  | Spała    |
| Chód na 3000 m                             | 14:53,39 | Agnieszka Sambor | Sokół Mielec         | 1 marca 2003     | Spała    |

## Najlepsze halowe wyniki w historii w konkurencjach nietypowychU16

### Mężczyźni
| Konkurencja   | Rezultat | Zawodnik         | Klub               | Data             | Miejsce        |
| ------------- | -------- | ---------------- | ------------------ | ---------------- | -------------- |
| Bieg na 400 m | 50,71    | Igor Staszek     | WKS Wawel Kraków   | 27 stycznia 2024 | Rzeszów        |
| Bieg na 800 m | 2:00,90  | Wiktor Jędrzejak | MKS Hermes Gryfino | 15 grudnia 2018  | Neubrandenburg |

### Kobiety
| Konkurencja   | Rezultat | Zawodniczka      | Klub                | Data          | Miejsce |
| ------------- | -------- | ---------------- | ------------------- | ------------- | ------- |
| Bieg na 400 m | 57,54    | Zofia Tomczyk    | UMLKS Pegaz Opoczno | 5 lutego 2022 | Spała   |
| Bieg na 800 m | 2:09,96  | Lena Maciejewska | KS Energetyk Poznań | 9 lutego 2025 | Spała   |